# Spatader
Spataderen, spataders of varices, enkelvoud: varix, zijn verwijdingen van aderen, bijvoorbeeld in de benen. Zij zijn, wanneer zij aan de huid liggen, ontsierend en kunnen een enkele keer pijn doen. Spataderen zijn een gevolg van veneuze insufficiëntie. 

## Oorzaken
Het veneuze systeem zorgt ervoor dat het zuurstofarme bloed, nadat het door de capillairen is gekomen, terug naar het hart wordt teruggevoerd. De belangrijkste oorzaak voor veneuze insufficiëntie is dat de aderkleppen in het veneuze systeem niet meer goed functioneren. Deze insufficiëntie kan spataderen tot gevolg hebben. Spataderen ontstaan onder andere door een verhoogde hydrostatische druk als gevolg van vaak en langdurig staan. De bloeddruk in de aderen stijgt hierdoor in de benen ten opzichte van de druk waarmee het bloed terugvloeit naar het hart. Hierdoor worden de aderen in de benen helemaal gevuld, waardoor ze worden gerekt. De beenaderen zijn elastisch, maar kunnen bij overvulling overrekken, waarbij de in de aderen ingebouwde, op regelmatige afstanden voorkomende kleppen niet meer sluiten of niet meer geheel sluiten, wat tot spataderen kan leiden. Bij beweging, bijvoorbeeld wandelen, zakt de druk in de benen al na enkele passen aanzienlijk omdat de spiercontractie in de benen de aderen leegdrukken waardoor het bloed, bij goed functionerende kleppen, beter naar het hart terugvloeit.
Spataderen zijn voor een groot deel erfelijk bepaald, door bijvoorbeeld te weinig kleppen of slecht werkende kleppen, en komen vaak tijdens de zwangerschap voor. Nog een oorzaak kan compensatie zijn naar aanleiding van een diepe veneuze trombose en tot slot nog een abnormale verbinding tussen aders en slagaders, een fistel dus. Behalve in de benen kunnen spataderen ook elders voorkomen, bijvoorbeeld bij de anus (aambeien), in de slokdarm (oesofagusvarices) en in het scrotum.

## Behandeling
Men loopt in een aantal beroepen meer risico op spataderen vanwege het langdurig moeten staan. Leerkrachten, horeca-medewerkers, fabriekmedewerkers, winkelmedewerkers en kappers behoren tot de risicogroep.
Spataderen hoeven in veel gevallen niet te worden behandeld. Er wordt alleen ingegrepen indien men pijn ondervindt of om esthetische redenen. Spataderen kunnen worden verwijderd door scleroseren, door de aderen met bepaalde katheters inwendig met hoge temperatuur te behandelen of met operatief ingrijpen, dat is de klassieke strip met de flebectomie volgens Müller. Bij spataderen bestaat steeds de kans dat ze, na verwijdering, na verloop van tijd terugkomen. Ter verlichting van fysiek ongemak is er een heel assortiment aan therapeutische elastische kousen op de markt.
Als alternatief voor de klassieke strip zijn er tegenwoordig endovasculaire methoden, waarbij de ader van binnenuit wordt dichtgeschroeid. Bekend zijn bijvoorbeeld de laser en de foamsclerose. Een andere techniek waarbij warmte wordt toegevoerd, is de thermocoagulatie. Een katheter draagt hierbij  radiofrequentie-energie aan de binnenwand van het bloedvat over. Deze ingrepen vinden allemaal op de polikliniek plaats onder lokale verdoving.
De meeste endovasculaire technieken worden sinds februari 2008 in Nederland op medische gronden door de zorgverzekeraar vergoed, maar er zijn uitzonderingen waarvan de effectiviteit onvoldoende is bewezen. Behalve de directe behandeling of ondersteuning zijn er verscheidene voedingsupplementen op de markt die beweren de werking van bloedvaten en de bloeddoorstroming te verbeteren.